# Ulisse Aldrovandi
Ulisse Aldrovandi (11. září 1522 Boloňa – 4. května 1605 Boloňa), také známý jako Ulysses Aldrovandus, byl italský lékař, přírodovědec, botanik a entomolog, zakladatel jednoho z prvních přírodovědných muzeí. Jako první v roce 1603 použil termínu geologie. Jeho impozantní sbírky „přírodnin“ jsou zachovány a vystaveny v Paláci Poggi na univerzitě v Bologni.

## Život
Ulisse Aldrovandi se narodil v roce 1522 do vznešené italské rodiny. Otcem byl notář a tajemník Senátu, hrabě Tesseo Aldrovandi. Začal se studiem matematiky na Boloňské univerzitě, ale kvůli finančním problémům v rodině musel studium přerušit, a od roku 1536 pracoval jako účetní v Boloni, později v Brescii. V roce 1539 se vrátil do Boloni a zapsal se na univerzitu. Vystudoval práva a literaturu (1546), pak pokračoval ve studiích filosofie, logiky a medicíny v Padově. Ve 31 letech získal doktorát a vrátil se do Boloni, kde byl z neznámých důvodů obviněn spoluobčany z kacířství. Dne 12. června 1549 byl zatčen a jeho proces byl převeden do Říma. K Aldrovandimu štěstí zemřel papež Pavel III., nastoupil Julius III. a Aldrovandi byl propuštěn.

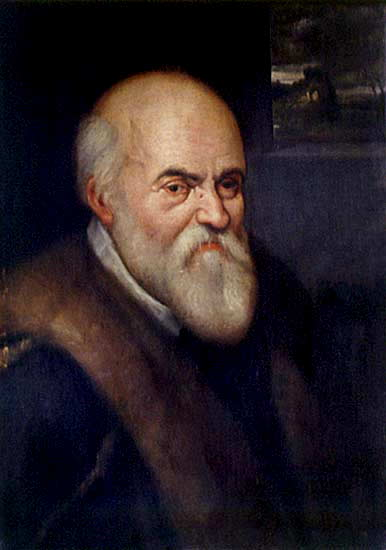
Ulysse Aldrovandi

Díky známosti s Luccou Ghinim z Imoly se začal věnovat botanice. Mezi léty 1551–1554 organizoval několik botanických expedic. Sbírka popsaných rostlin je dnes známa jako Herbář Ulise Aldrovandiho. Jedná se o jednu z nejstarších botanických sbírek. Skládá se z 15 svazků a vice než 5000 vzorků. Velká část se dnes nachází v přírodovědném muzeu, založeném Aldrovandim.
Od roku 1554 se stal vyučujícím logiky a medicíny na univerzitě v Boloni a v roce 1559 se stává profesorem filosofie. V roce 1561 slavnostně založil katedru přírodních věd v Boloni s názvem: Lectura philosophiae naturalis ordinaria de fossilibus, plantis et animalibus.
Od roku 1567 Aldrovandi doplnil přednášky též o praktická cvičení a došla mu nutnost zřízení botanické zahrady pro praxi studentům. V roce 1568 předložil tedy Senátu návrh na založení Ortus botanicus, který byl přijat a projekt ve stejném roce dokončen. Stal se tak čtvrtou botanickou zahradou na světě (po Pise, Padově a Florencii). Zahrada původně ležela v prostorách dvora Sala Borsa při Palazzo Publico v centru města, dnes sloužící k účelům městské knihovny. V roce 1803 byla zahrada kvůli zájmům města přesunuta na aktuální místo v ulici Via Irnerio.
Hortus botanicus není botanická zahrada v dnešním slova smyslu. Jedná se o středověký termín, který označoval areály vznikající přibližně od 16. století hlavně při univerzitách. Jejich předchůdcem byl Hortus simplicium označující středověkou zahradu, určenou pro pěstování rostlin pro přímou léčbu.
Přesné a pečlivé shromažďování a uchování přírodních objektů vedla k vytvoření jednoho z prvních přírodovědných muzeí, na světě. Jmenovalo se dall'Aldrovandi a sám autor ho nazýval „divadlo“ nebo „mikrokosmos přírody“, Bylo zde možné studovat 18 000 „rozmanitých věcí přírodních” a 7 000 „sušených rostlin v patnácti svazcích“, nazývaných Herbář Ulisse Aldrovandiho. Sbírka byla nedílnou součástí všech 17 svazků obsahujících tisíce nádherných akvarelů, zobrazující zvířata, rostliny, minerály a monstra a 14 štočků ze dřeva pro ilustraci tištěných svazků.
Kvůli sporu mezi lékárníky a lékaři v Boloni na složení lidové medicíny v roce 1575, byl Aldrovandi vyloučen ze všech veřejných úřadů na dobu pěti let. V roce 1577 získal pomoc papeže Řehoře XIII. (bratranec jeho matky), který nařídil, aby se Aldrovandi znovu mohl zhostit veřejné funkce učitele a navíc poskytl finanční podporu na vydání jeho díla.
Aldrovandi sepsal svou závěť v roce 1603. Jeho záměrem bylo nechat celé své vědecké dědictví, kterému zasvětil celý život, Senátu v Boloni. Po jeho smrti v roce 1605, se město a boloňská univerzita staly majiteli a správci tohoto přírodovědného dědictví. Carl von Linné a Georges Louis Leclerc de Buffon ho považovali za zakladatele moderní přírodní vědy.

Po Ulissem Aldrovandim byla k jeho poctě pojmenována masožravá rostlina Aldrovanda vesiculosa. 

## Dílo

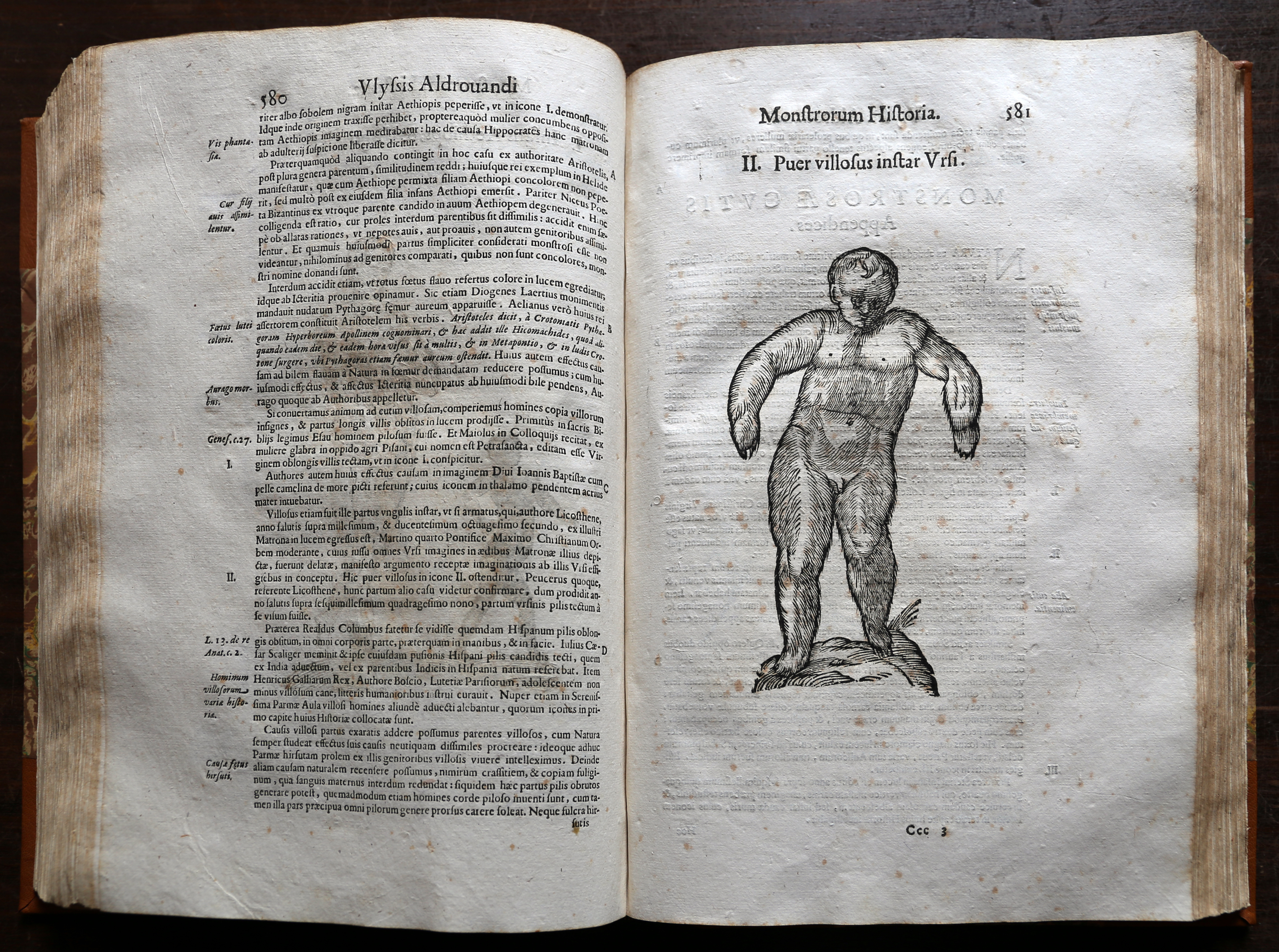
Monstrorum Historia

Je ho hlavním dílem je jedenáctisvazková Historia animalium. V Monstrorum Historia popisuje Aldrovandi detailně dnes mytické bytosti, tehdy představy monster a nadpřirozených bytostí dle výpovědí svědků a dle nálezů „přírodnin”. Třetím známým dílem je De Monstris, zabývající se lidskými tělesnými deformacemi.
Další díla:
- Antidotarii Bononiensis, siue de vsitata ratione componendorum, miscendorumque medicamentorum, epitome (1574)
- Ornithologiae, hoc est de avibus historia libri XII (Boloňa, 1599–1603)
- De animalibus insectis libri septem, cum singulorum iconibus ad vivum expressis (1602)
- Historia serpentum et draconum
- De reliquis animalibus exanguibus libri quatuor, post mortem eius editi: nempe de mollibus, crustaceis, testaceis, et zoophytis (1606)
- De piscibus libri 5. et De cetis lib. vnus. Ioannes Cornelius Vteruerius... collegit. Hieronymus Tamburinus in lucem edidit... Cum indice copiosissimo (1608)
- Quadrupedum omnium bisulcorum historia. Ioannes Cornelius Vteruerius Belga colligere incaepit. Thomas Dempsterus Baro a Muresk Scotus i.c. perfecte absoluit. Hieronymus Tamburinus in lucem edidit... Cum indice copiosissimo (1621)
- Musaeum metallicum in libros 4 distributum Bartholomaeus Ambrosinus ... labore, et studio composuit cum indice copiosissimo. (1648)
- Monstrorum historia cum Paralipomenis historiae omnium animalium. Bartholomaeus Ambrosinus... labore, et studio volumen composuit. Marcus Antonius Bernia in lucem edidit. Proprijs sumptibus... cum indice copiosissimo (1658)
- Dendrologiae naturalis scilicet arborum historiae libri duo sylua glandaria, acinosumq. pomarium vbi eruditiones omnium generum vna cum botanicis doctrinis ingenia quaecunque non parum iuuant, et oblectant. Ouidius Montalbanus (Boloňa, 1668)
- Pomarium curiosum (Boloňa, 1682).

## Fotogalerie

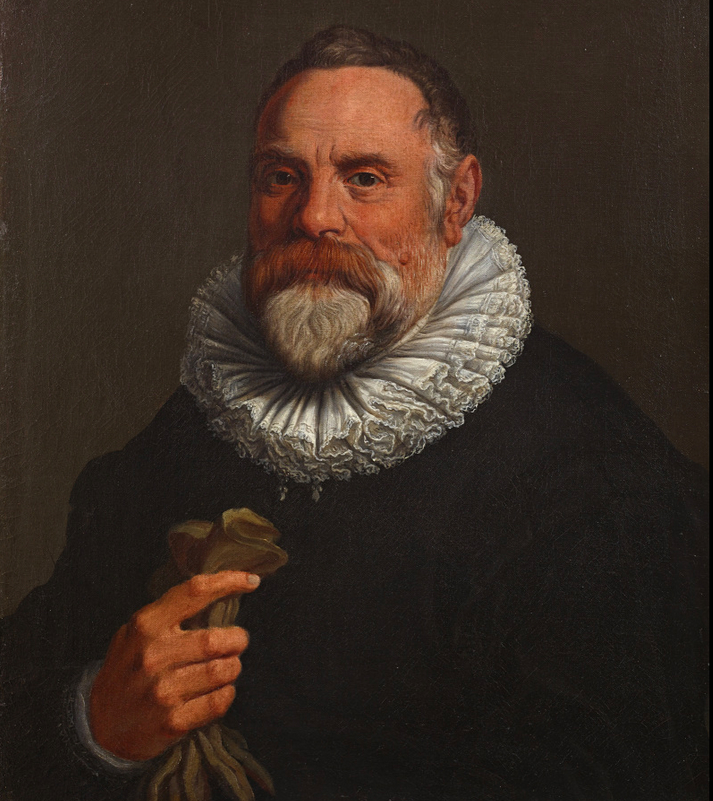
Ulisse Aldrovandi
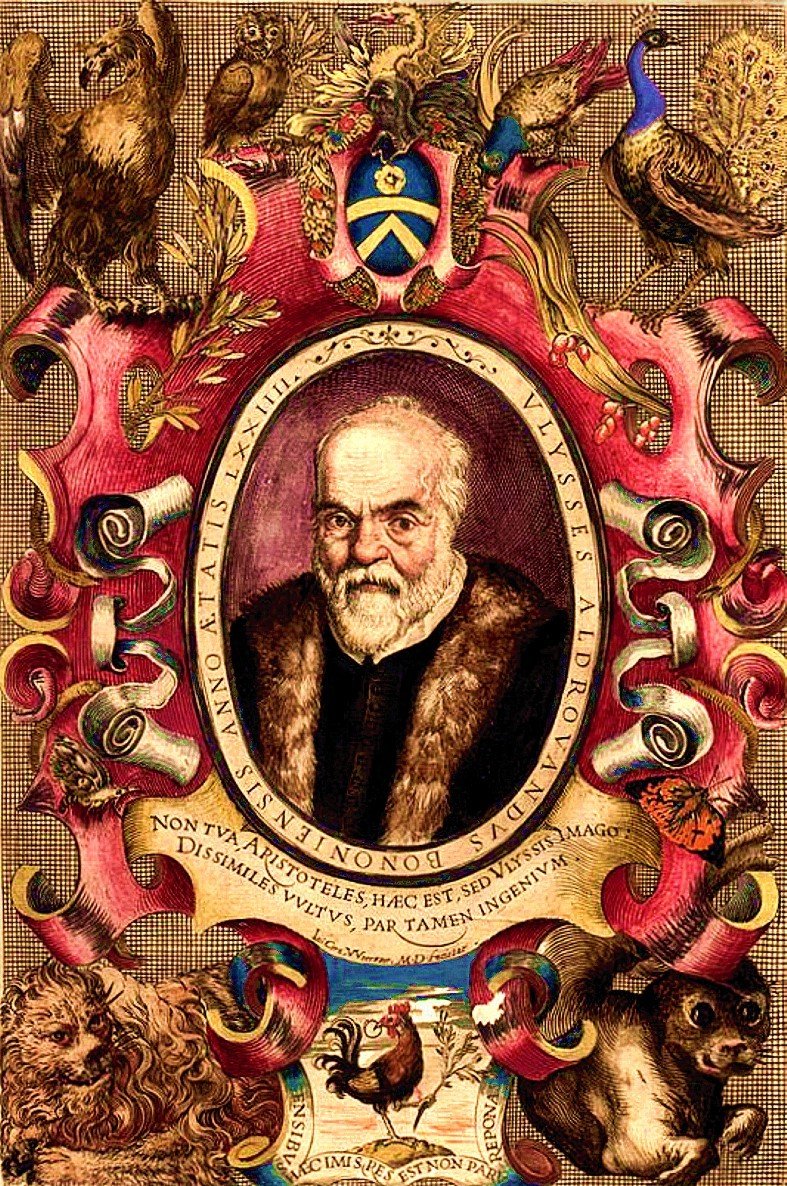
Aldrovandi, U. Ornithologia, 1° vol. Bologna, 1599.
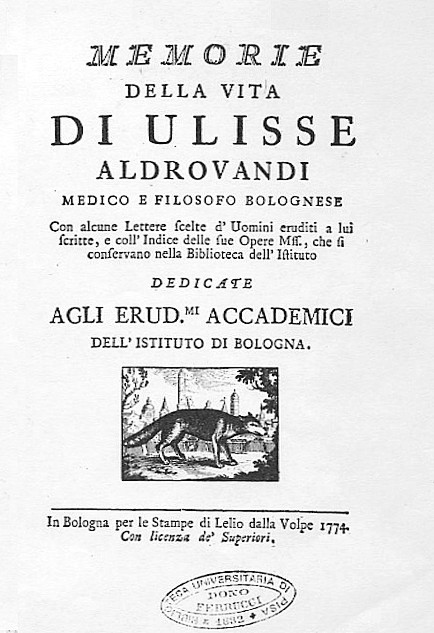
Memorie della vita di Ulisse Aldrovandi, di Giovanni Fantuzzi, Bologna 1774